# Prunus lusitanica
Prunus lusitanica är en rosväxtart. Prunus lusitanica ingår i släktet prunusar, och familjen rosväxter.

## Underarter
Arten delas in i följande underarter:
- P. l. azorica
- P. l. hixa
- P. l. lusitanica

## Bildgalleri

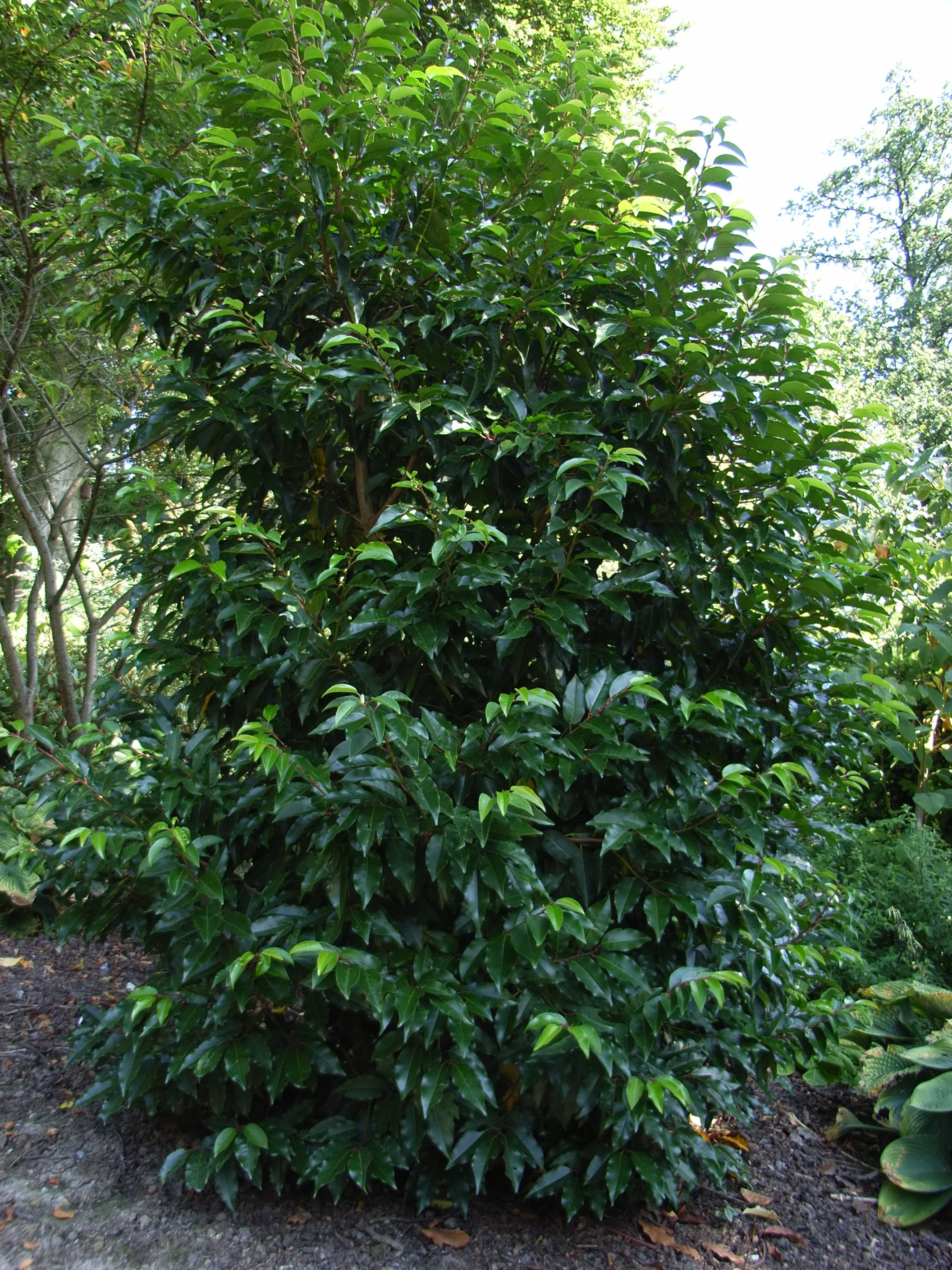
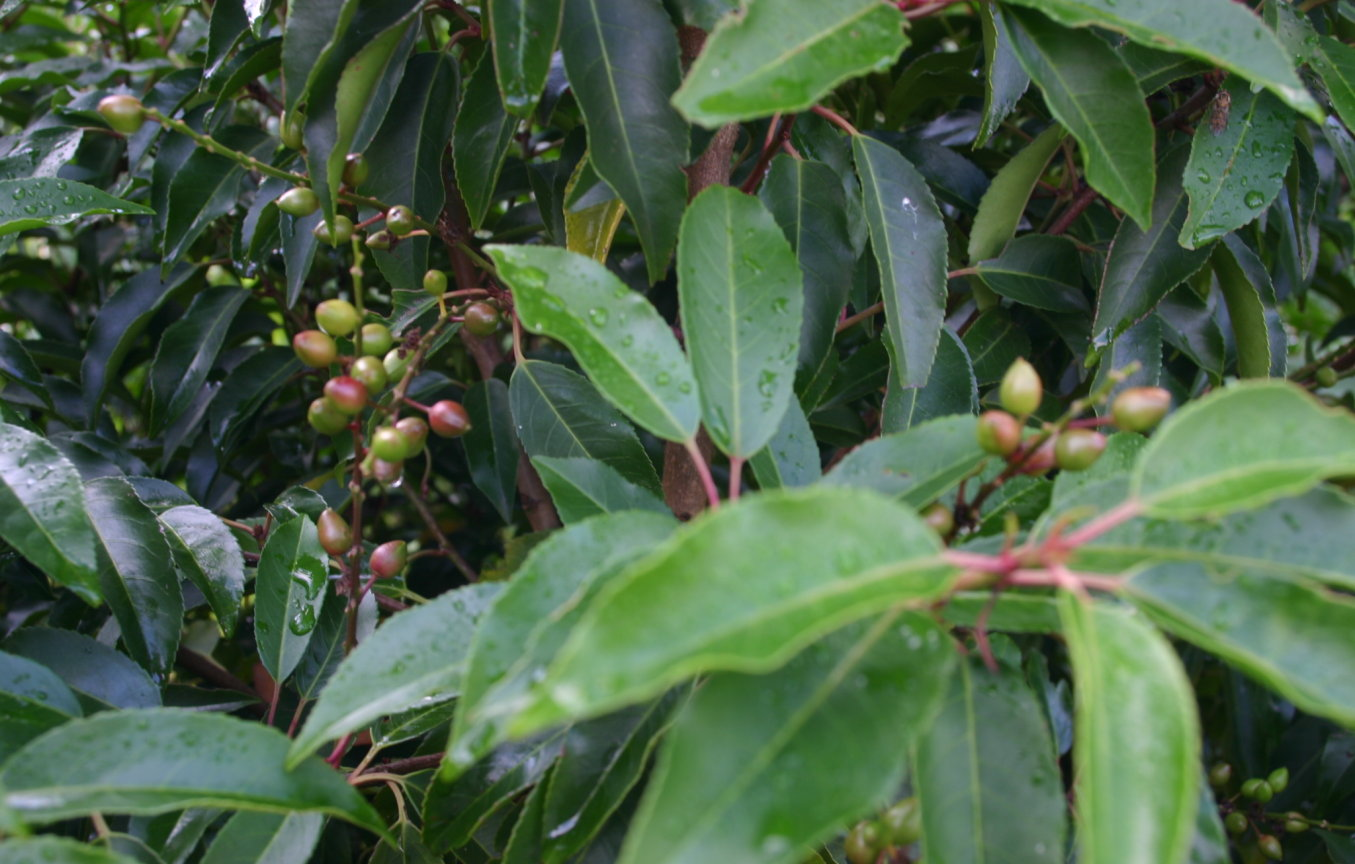
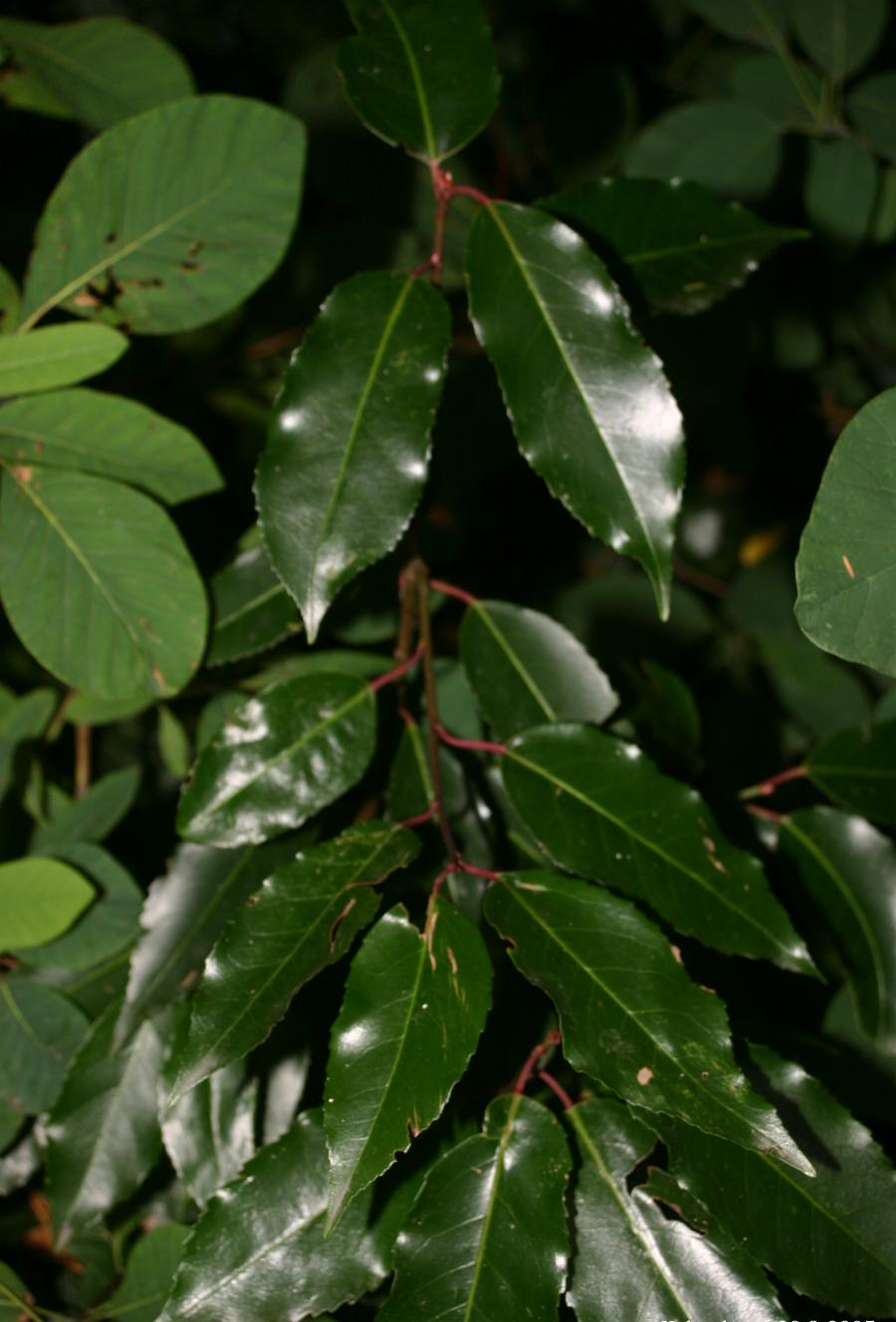
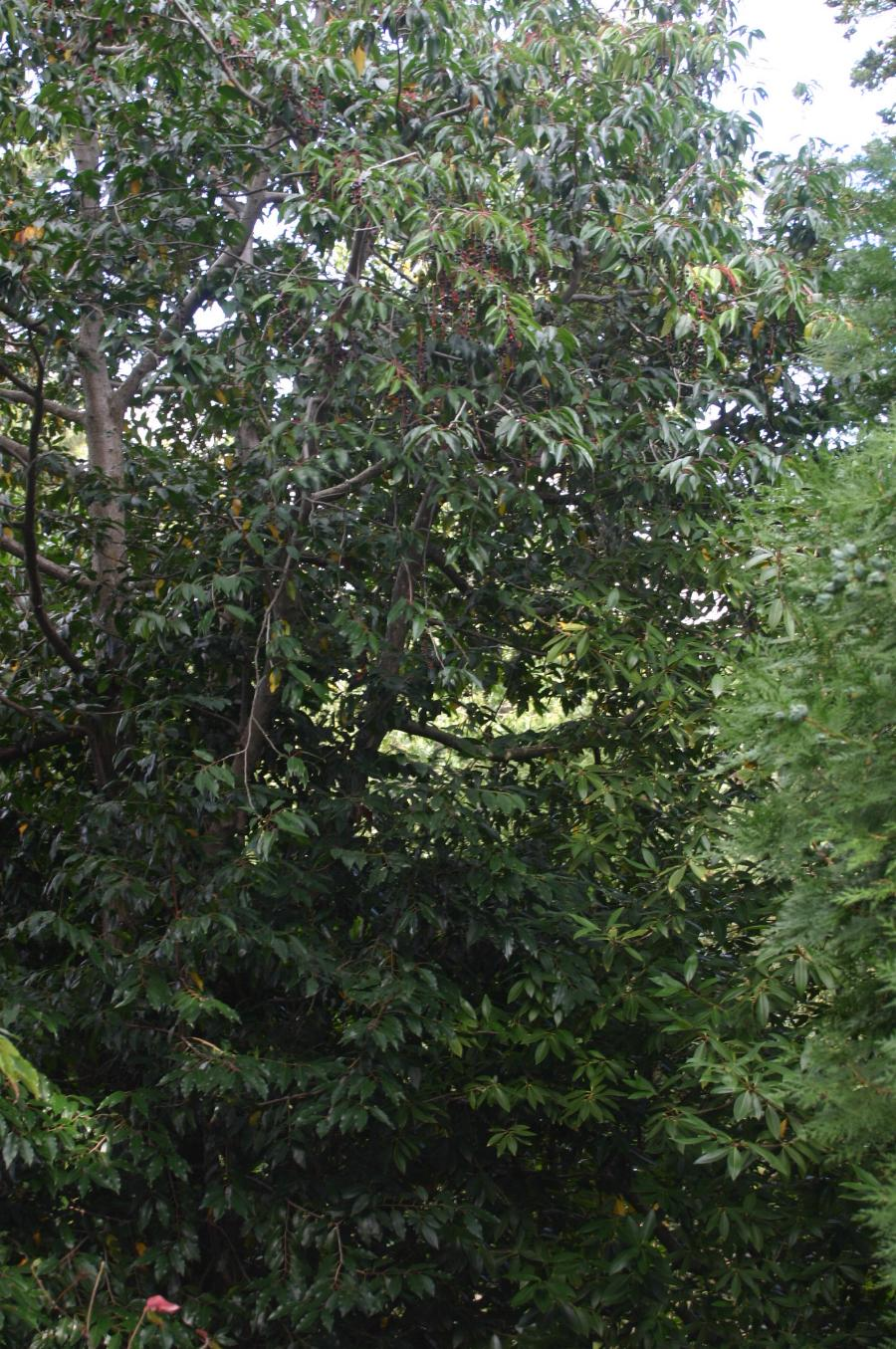
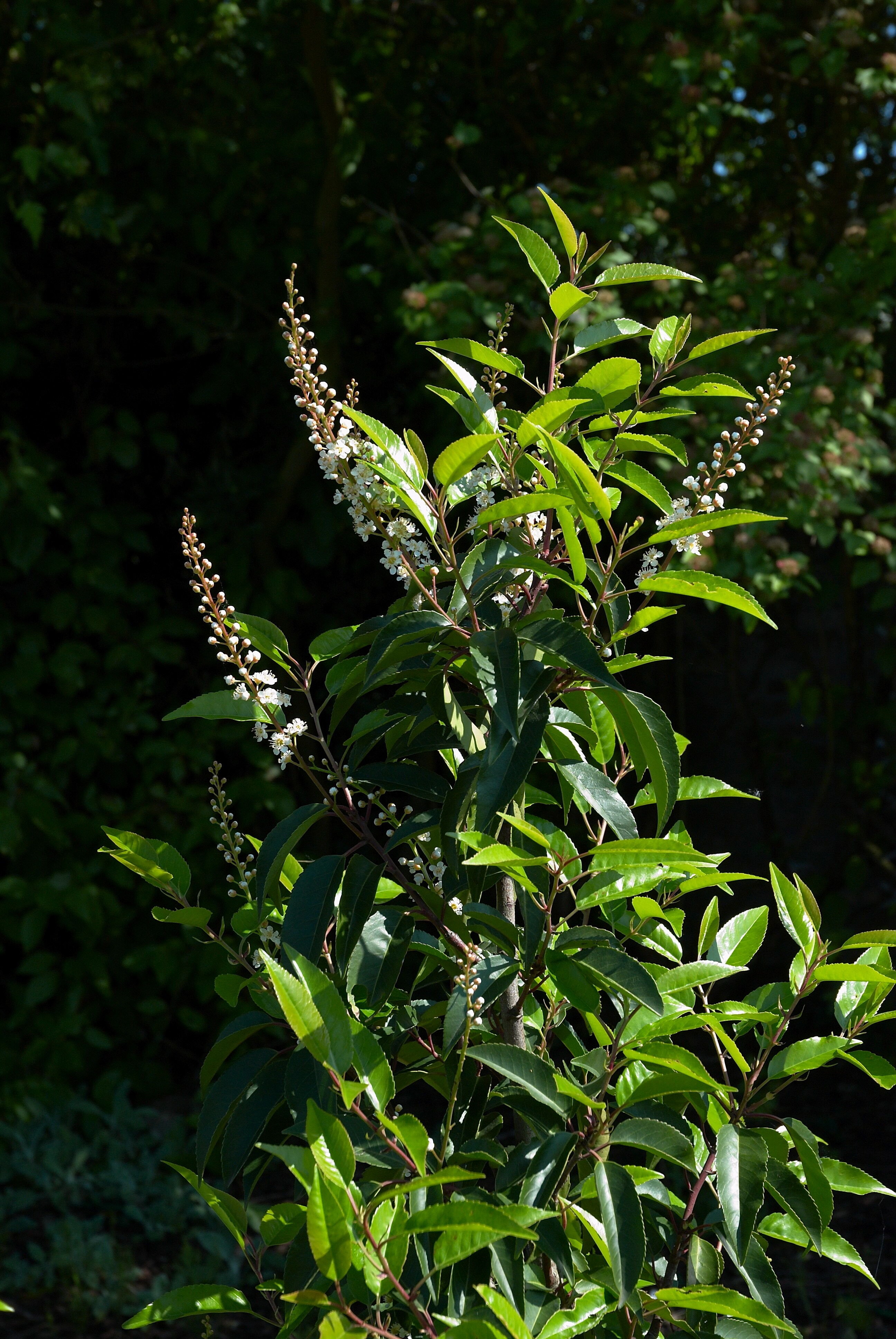
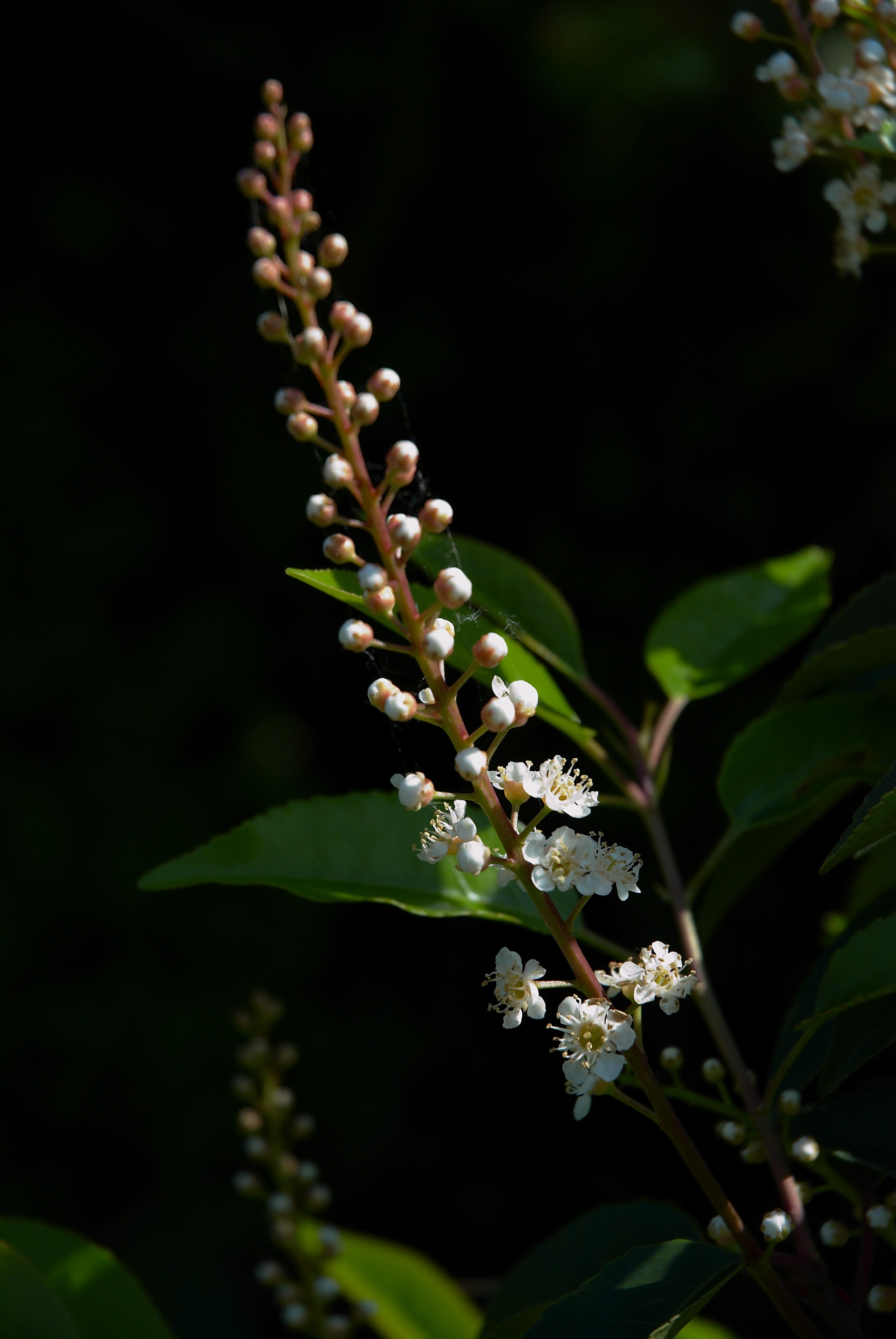